# .invalid
El .invalid és un domini de primer nivell genèric reservat per l'IETF que no pretén esdevenir un domini actiu d'Internet. Les raons per reservar aquest domini són per reduir els conflictes i les confusions. Això permet l'ús d'aquests noms de domini per documentació o en escenaris locals de prova.
Aquest domini de primer nivell genèric s'usa a vegades com a pseudo nom de domini en els URI per transmetre una condició d'error o d'ús en la protecció de la privacitat. Un exemple d'aquest ús és en el SIP, on el domini anonymous.invalid en un URI SIP indica l'ocultació de la identitat del client.